# Ike Shorunmu
Ike Ibrahim "Magic" Shorunmu (16 de octubre de 1967) es un exfutbolista nigeriano, se desempeñaba como guardameta y su último club fue de la Super Liga Suiza.

## Fútbol internacional
Shorunmu disputó con la selección de fútbol de Nigeria las Copas de África de 1992, 2000 y 2002, además del Mundial 2002.
- Datos: Q120128